# Interlands Joegoslavisch voetbalelftal 1930-1939
Deze pagina toont een chronologisch en gedetailleerd overzicht van de interlands die het Joegoslavisch voetbalelftal heeft gespeeld in de periode 1930 – 1939.

## Interlands

### 1930
|                                                                         |                                 |       |                       |                                                                                            |
| 26 januari Balkan Cup 1929/31 № 33 «onderlinge duels» 15:30 uur (UTC+2) | Griekenland                     | 2 – 1 | Joegoslavië           | Leoforos Alexandrasstadion, Athene Toeschouwers: 10.000 Scheidsrechter: Nikola Dosev (BUL) |
| 26 januari Balkan Cup 1929/31 № 33 «onderlinge duels» 15:30 uur (UTC+2) | Giorgos Andrianopoulos 55' (59) |       | 18' Đorđe Vujadinović | Leoforos Alexandrasstadion, Athene Toeschouwers: 10.000 Scheidsrechter: Nikola Dosev (BUL) |

|                                                                      | |       |                    |                                                                             |
| 13 april Vriendschappelijk № 34 «onderlinge duels» 16:00 uur (UTC+1) | Joegoslavië                                                                                          | 6 – 1 | Bulgarije          | Stadion BSK, Belgrado Toeschouwers: 8.000 Scheidsrechter: Sándor Bíró (HUN) |
| 13 april Vriendschappelijk № 34 «onderlinge duels» 16:00 uur (UTC+1) | Đorđe Vujadinović 2', 81' Blagoje Marjanović 22', 80' Aleksandar Tirnanić 57' Branislav Hrnjiček 89' |       | 35' Nikola Staykov | Stadion BSK, Belgrado Toeschouwers: 8.000 Scheidsrechter: Sándor Bíró (HUN) |

|                                                                                        |                                      |       |                   |                                                                                      |
| 4 mei Vriendschappelijk Koning Alexander Cup № 35 «onderlinge duels» 16:00 uur (UTC+1) | Joegoslavië                          | 2 – 1 | Roemenië          | Stadion BSK, Belgrado Toeschouwers: 8.000 Scheidsrechter: Ladislav Štépanovský (TCH) |
| 4 mei Vriendschappelijk Koning Alexander Cup № 35 «onderlinge duels» 16:00 uur (UTC+1) | Danijel Premerl 12' Ante Bonačić 32' |       | 72' Adalbert Deşu | Stadion BSK, Belgrado Toeschouwers: 8.000 Scheidsrechter: Ladislav Štépanovský (TCH) |

|                                                   |                                        |       |                                                 |                                                                            |
| 15 juni Vriendschappelijk № 36 «onderlinge duels» | Bulgarije                              | 2 – 2 | Joegoslavië                                     | Levski Field, Sofia Toeschouwers: 15.000 Scheidsrechter: Sándor Bíró (HUN) |
| 15 juni Vriendschappelijk № 36 «onderlinge duels» | Velcho Stoyanov 16' Nikola Staykov 74' |       | 57' Aleksandar Tirnanić 87' Dragutin Najdanović | Levski Field, Sofia Toeschouwers: 15.000 Scheidsrechter: Sándor Bíró (HUN) |

| Wereldkampioenschap voetbal 1930 |
| -------------------------------- |

|                                                                      |                      |       |               |                                                                                             |
| 14 juli WK 1930 Groep B № 37 «onderlinge duels» 14:45 uur (UTC−3:30) | Joegoslavië          | 2 – 1 | Brazilië      | Estadio Parque Central, Montevideo Toeschouwers: 24.059 Scheidsrechter: Aníbal Tejada (URU) |
| 14 juli WK 1930 Groep B № 37 «onderlinge duels» 14:45 uur (UTC−3:30) | Tirnanić 21' Bek 30' |       | 62' Preguinho | Estadio Parque Central, Montevideo Toeschouwers: 24.059 Scheidsrechter: Aníbal Tejada (URU) |

|                                                                      |         |                                             |             |                                                                                                 |
| 17 juli WK 1930 Groep B № 38 «onderlinge duels» 12:45 uur (UTC−3:30) | Bolivia | 0 – 4                                       | Joegoslavië | Estadio Parque Central, Montevideo Toeschouwers: 18.306 Scheidsrechter: Francisco Mateuci (URU) |
| 17 juli WK 1930 Groep B № 38 «onderlinge duels» 12:45 uur (UTC−3:30) |         | 60', 67' Bek 65' Marjanović 85' Vujadinović |             | Estadio Parque Central, Montevideo Toeschouwers: 18.306 Scheidsrechter: Francisco Mateuci (URU) |

|                                                                           |                                                                       |       |                      | |
| 27 juli WK 1930 Halve finale № 39 «onderlinge duels» 14:45 uur (UTC−3:30) | Uruguay                                                               | 6 – 1 | Joegoslavië          | Estadio Centenario, Montevideo Toeschouwers: 79.867 Scheidsrechter: Gilberto de Almeida Rêgo (BRA) |
| 27 juli WK 1930 Halve finale № 39 «onderlinge duels» 14:45 uur (UTC−3:30) | Pedro Cea 18', 67', 72' Peregrino Anselmo 20', 31' Santos Iriarte 61' |       | 4' Branislav Sekulić | Estadio Centenario, Montevideo Toeschouwers: 79.867 Scheidsrechter: Gilberto de Almeida Rêgo (BRA) |

|  |  |  |  |  |  |  |  |  |

|                                                      |                                                                  |       |                        | |
| 3 augustus Vriendschappelijk № 40 «onderlinge duels» | Argentinië                                                       | 3 – 1 | Joegoslavië            | Estadio en el barrio de Palermo, Buenos Aires Toeschouwers: 30.000 Scheidsrechter: Bartolomé Macías (ARG) |
| 3 augustus Vriendschappelijk № 40 «onderlinge duels» | Alfredo Trujillo 25' Francisco Esponda 27' Francisco Esponda 30' |       | 42' Blagoje Marjanović | Estadio en el barrio de Palermo, Buenos Aires Toeschouwers: 30.000 Scheidsrechter: Bartolomé Macías (ARG) |

|                                                                          |           |                                                              |             |                                                                                      |
| 16 november Balkan Cup 1929/31 № 18 «onderlinge duels» 15:00 uur (UTC+2) | Bulgarije | 0 – 3                                                        | Joegoslavië | Slaviastadion, Sofia Toeschouwers: 15.000 Scheidsrechter: Apostolos Nikolaidis (GRE) |
| 16 november Balkan Cup 1929/31 № 18 «onderlinge duels» 15:00 uur (UTC+2) |           | 7' Leo Lemešić 27' Blagoje Marjanović 78' Boris Praunsperger |             | Slaviastadion, Sofia Toeschouwers: 15.000 Scheidsrechter: Apostolos Nikolaidis (GRE) |

### 1931
|                                                                       |                                                    |       |                      |                                                                                  |
| 15 maart Balkan Cup 1929/31 № 42 «onderlinge duels» 15:00 uur (UTC+1) | Joegoslavië                                        | 4 – 1 | Griekenland          | Stadion BSK, Belgrado Toeschouwers: 8.000 Scheidsrechter: Costel Radulescu (ROU) |
| 15 maart Balkan Cup 1929/31 № 42 «onderlinge duels» 15:00 uur (UTC+1) | Ivan Hitrec 35' Aleksandar Tomašević 38', 75', 83' |       | 52' Antonis Migiakis | Stadion BSK, Belgrado Toeschouwers: 8.000 Scheidsrechter: Costel Radulescu (ROU) |

|                                                                       |                        |       |           |                                                                              |
| 19 april Balkan Cup 1929/31 № 43 «onderlinge duels» 16:15 uur (UTC+1) | Joegoslavië            | 1 – 0 | Bulgarije | Stadion BSK, Belgrado Toeschouwers: .000 Scheidsrechter: Denis Xifando (ROU) |
| 19 april Balkan Cup 1929/31 № 43 «onderlinge duels» 16:15 uur (UTC+1) | Blagoje Marjanović 21' |       |           | Stadion BSK, Belgrado Toeschouwers: .000 Scheidsrechter: Denis Xifando (ROU) |

|                                                                    |                                                        |       |                      |                                                                             |
| 21 mei Vriendschappelijk № 44 «onderlinge duels» 16:30 uur (UTC+1) | Joegoslavië                                            | 3 – 2 | Hongarije            | Stadion BSK, Belgrado Toeschouwers: 12.000 Scheidsrechter: Emil Göbel (AUT) |
| 21 mei Vriendschappelijk № 44 «onderlinge duels» 16:30 uur (UTC+1) | Blagoje Marjanović 19' Ivan Hitrec 55' Leo Lemešić 83' |       | 35', 50' István Avar | Stadion BSK, Belgrado Toeschouwers: 12.000 Scheidsrechter: Emil Göbel (AUT) |

|                                                                      |                                              |       |                                                               |                                                                                     |
| 28 juni Balkan Cup 1929/31 № 45 «onderlinge duels» 17:45 uur (UTC+1) | Joegoslavië                                  | 2 – 4 | Roemenië                                                      | Stadion HASK, Zagreb Toeschouwers: 6.000 Scheidsrechter: Apostolos Nikolaidis (GRE) |
| 28 juni Balkan Cup 1929/31 № 45 «onderlinge duels» 17:45 uur (UTC+1) | Dobrivoje Zečević 36' Blagoje Marjanović 60' |       | 16' Andrei Glanzmann 49', 89' Iuliu Bodola 50' Nicolae Covaci | Stadion HASK, Zagreb Toeschouwers: 6.000 Scheidsrechter: Apostolos Nikolaidis (GRE) |

|                                                                        |                                                |       |                   |                                                                                |
| 2 augustus Vriendschappelijk № 46 «onderlinge duels» 17:30 uur (UTC+1) | Joegoslavië                                    | 2 – 1 | Tsjecho-Slowakije | Stadion BSK, Belgrado Toeschouwers: 12.000 Scheidsrechter: John Langenus (BEL) |
| 2 augustus Vriendschappelijk № 46 «onderlinge duels» 17:30 uur (UTC+1) | Aleksandar Živković 42' Blagoje Marjanović 49' |       | 52' Antonín Puč   | Stadion BSK, Belgrado Toeschouwers: 12.000 Scheidsrechter: John Langenus (BEL) |

|                                                   |                                  |       |             |                                                                                 |
| 2 oktober Balkan Cup 1931 № 47 «onderlinge duels» | Turkije                          | 2 – 0 | Joegoslavië | Athletic Park, Sofia Toeschouwers: 4.000 Scheidsrechter: Mihály Iváncsics (HUN) |
| 2 oktober Balkan Cup 1931 № 47 «onderlinge duels» | Rebii Erkal 7' Fikret Arıcan 25' |       |             | Athletic Park, Sofia Toeschouwers: 4.000 Scheidsrechter: Mihály Iváncsics (HUN) |

|                                              |                                                           |       |                                               |                                                                                  |
| 4 oktober Balkan Cup № 48 «onderlinge duels» | Bulgarije                                                 | 3 – 2 | Joegoslavië                                   | Joenakstadion, Sofia Toeschouwers: 15.000 Scheidsrechter: Mihály Iváncsics (HUN) |
| 4 oktober Balkan Cup № 48 «onderlinge duels» | Mihail Lozanov 50' Ljoebomir Angelov 56' Asen Panchev 86' |       | 3' Aleksandar Tirnanić 20' Blagoje Marjanović | Joenakstadion, Sofia Toeschouwers: 15.000 Scheidsrechter: Mihály Iváncsics (HUN) |

|                                                                        |                                                                        |       |                          |                                                                                      |
| 25 oktober Vriendschappelijk № 49 «onderlinge duels» 14:30 uur (UTC+1) | Polen                                                                  | 6 – 3 | Joegoslavië              | Stadion im. 22 lipca, Poznań Toeschouwers: 15.000 Scheidsrechter: Gustav Krist (TCH) |
| 25 oktober Vriendschappelijk № 49 «onderlinge duels» 14:30 uur (UTC+1) | Mieczysław Balcer 4', 12', 51' Henryk Martyna 22' Adam Knioła 26', 40' |       | 17', 32', 53' Ivica Beck | Stadion im. 22 lipca, Poznań Toeschouwers: 15.000 Scheidsrechter: Gustav Krist (TCH) |

### 1932
|                                                                    |                                      |       |                       |                                                                                             |
| 24 april Vriendschappelijk № 50 «onderlinge duels» 16:30 uur (UTC) | Spanje                               | 2 – 1 | Joegoslavië           | Estadio Buenavista, Oviedo Toeschouwers: 25.000 Scheidsrechter: João Tavares da Silva (POR) |
| 24 april Vriendschappelijk № 50 «onderlinge duels» 16:30 uur (UTC) | Isidro Lángara 25' Luis Regueiro 27' |       | 30' Đorđe Vujadinović | Estadio Buenavista, Oviedo Toeschouwers: 25.000 Scheidsrechter: João Tavares da Silva (POR) |

|                                                                   |                                                        |       |                            |                                                                                       |
| 3 mei Vriendschappelijk № 51 «onderlinge duels» 17:30 uur (UTC+1) | Portugal                                               | 3 – 2 | Joegoslavië                | Estádio do Lumiar, Lissabon Toeschouwers: 30.000 Scheidsrechter: Pedro Escartín (ESP) |
| 3 mei Vriendschappelijk № 51 «onderlinge duels» 17:30 uur (UTC+1) | Arthur Pinga 23' Alfredo Valadas 42' Manuel Soeiro 65' |       | 34', 85' Đorđe Vujadinović | Estádio do Lumiar, Lissabon Toeschouwers: 30.000 Scheidsrechter: Pedro Escartín (ESP) |

|                                                                    |             |                                           |       |                                                                                  |
| 29 mei Vriendschappelijk № 52 «onderlinge duels» 17:15 uur (UTC+1) | Joegoslavië | 0 – 3                                     | Polen | Stadion Koturaška, Zagreb Toeschouwers: 6.000 Scheidsrechter: Gustav Krist (TCH) |
| 29 mei Vriendschappelijk № 52 «onderlinge duels» 17:15 uur (UTC+1) |             | 46', 71' Józef Nawrot 52' Józef Ciszewski |       | Stadion Koturaška, Zagreb Toeschouwers: 6.000 Scheidsrechter: Gustav Krist (TCH) |

|                                                                    |                             |       |                   |                                                                                  |
| 5 juni Vriendschappelijk № 53 «onderlinge duels» 17:00 uur (UTC+1) | Joegoslavië                 | 2 – 1 | Frankrijk         | Stadion BSK, Belgrado Toeschouwers: 8.000 Scheidsrechter: František Cejnar (TCH) |
| 5 juni Vriendschappelijk № 53 «onderlinge duels» 17:00 uur (UTC+1) | Svetislav Glišović 26', 59' |       | 1' Joseph Alcazar | Stadion BSK, Belgrado Toeschouwers: 8.000 Scheidsrechter: František Cejnar (TCH) |

|                                                                   | |       |                 |                                                                                |
| 26 juni Balkan Cup 1932 № 54 «onderlinge duels» 17:30 uur (UTC+1) | Joegoslavië | 7 – 1 | Griekenland     | Stadion BSK, Belgrado Toeschouwers: 10.000 Scheidsrechter: Denis Xifando (ROU) |
| 26 juni Balkan Cup 1932 № 54 «onderlinge duels» 17:30 uur (UTC+1) | Aleksandar Tirnanić 5' Svetislav Glišović 15' Dobrivoje Zečević 26', 84' Aleksandar Živković 51' (pen.), pen.' Đorđe Vujadinović 80' |       | 4' Nikos Kitsos | Stadion BSK, Belgrado Toeschouwers: 10.000 Scheidsrechter: Denis Xifando (ROU) |

|                                                                   |                              |       |                                                          |                                                                                     |
| 30 juni Balkan Cup 1932 № 55 «onderlinge duels» 17:30 uur (UTC+1) | Joegoslavië                  | 2 – 3 | Bulgarije                                                | Stadion BSK, Belgrado Toeschouwers: 6.000 Scheidsrechter: Stavros Hatzopoulos (GRE) |
| 30 juni Balkan Cup 1932 № 55 «onderlinge duels» 17:30 uur (UTC+1) | Aleksandar Živković 84', 89' |       | 4' Ljoebomir Angelov 35' Asen Panchev 47' Mihail Lozanov | Stadion BSK, Belgrado Toeschouwers: 6.000 Scheidsrechter: Stavros Hatzopoulos (GRE) |

|                                                                  |                                                  |       |                    |                                                                                     |
| 3 juli Balkan Cup 1932 № 56 «onderlinge duels» 17:30 uur (UTC+1) | Joegoslavië                                      | 3 – 1 | Roemenië           | Stadion BSK, Belgrado Toeschouwers: 8.000 Scheidsrechter: Stavros Hatzopoulos (GRE) |
| 3 juli Balkan Cup 1932 № 56 «onderlinge duels» 17:30 uur (UTC+1) | Dobrivoje Zečević 21', 30' Đorđe Vujadinović 42' |       | 36' Nicolae Covaci | Stadion BSK, Belgrado Toeschouwers: 8.000 Scheidsrechter: Stavros Hatzopoulos (GRE) |

|                                                                       |                                    |       |                         |                                                                                    |
| 9 oktober Vriendschappelijk № 57 «onderlinge duels» 15:00 uur (UTC+1) | Tsjecho-Slowakije                  | 2 – 1 | Joegoslavië             | Stadion Slavii, Praag Toeschouwers: 20.000 Scheidsrechter: Andrzej Rutkowski (POL) |
| 9 oktober Vriendschappelijk № 57 «onderlinge duels» 15:00 uur (UTC+1) | Antonín Puč 4' Oldřich Nejedlý 68' |       | 38' Aleksandar Živković | Stadion Slavii, Praag Toeschouwers: 20.000 Scheidsrechter: Andrzej Rutkowski (POL) |

### 1933
|                                                                      |                        |       |                    |                                                                                     |
| 30 april Vriendschappelijk № 58 «onderlinge duels» 16:15 uur (UTC+1) | Joegoslavië            | 1 – 1 | Spanje             | Stadion Avala, Belgrado Toeschouwers: 17.000 Scheidsrechter: Mihály Iváncsics (HUN) |
| 30 april Vriendschappelijk № 58 «onderlinge duels» 16:15 uur (UTC+1) | Blagoje Marjanović 65' |       | 36' Julio Elícegui | Stadion Avala, Belgrado Toeschouwers: 17.000 Scheidsrechter: Mihály Iváncsics (HUN) |

|                                                                   |                                                          |       |                 |                                                                          |
| 7 mei Vriendschappelijk № 59 «onderlinge duels» 15:00 uur (UTC+1) | Zwitserland                                              | 4 – 1 | Joegoslavië     | Hardturm, Zürich Toeschouwers: 20.000 Scheidsrechter: Louis Raguin (FRA) |
| 7 mei Vriendschappelijk № 59 «onderlinge duels» 15:00 uur (UTC+1) | Willy von Känel 4' Max Abegglen 36', 61' Alfred Jäck 78' |       | 21' Ivan Hitrec | Hardturm, Zürich Toeschouwers: 20.000 Scheidsrechter: Louis Raguin (FRA) |

|                                                                  |                                                                    |       |                                                           | |
| 3 juni Balkan Cup 1933 № 60 «onderlinge duels» 18:00 uur (UTC+3) | Griekenland                                                        | 3 – 5 | Joegoslavië                                               | Stadionul Oficiul Național de Educație Fizică, Boekarest Toeschouwers: 6.000 Scheidsrechter: Denis Xifando (ROU) |
| 3 juni Balkan Cup 1933 № 60 «onderlinge duels» 18:00 uur (UTC+3) | Theologos Simeonidis 4' Hristoforos Raggos 60' Mimis Pierrakos 89' |       | 12', 20', 72' Slavko Kodrnja 42', 79' Aleksandar Živković | Stadionul Oficiul Național de Educație Fizică, Boekarest Toeschouwers: 6.000 Scheidsrechter: Denis Xifando (ROU) |

|                                                                  |           |                                                       |             | |
| 7 juni Balkan Cup 1933 № 61 «onderlinge duels» 18:00 uur (UTC+3) | Bulgarije | 0 – 4                                                 | Joegoslavië | Stadionul Oficiul Național de Educație Fizică, Boekarest Toeschouwers: 5.000 Scheidsrechter: Stavros Hatzopoulos (GRE) |
| 7 juni Balkan Cup 1933 № 61 «onderlinge duels» 18:00 uur (UTC+3) |           | 10', 54', 75' Mirko Kokotović 22' Aleksandar Živković |             | Stadionul Oficiul Național de Educație Fizică, Boekarest Toeschouwers: 5.000 Scheidsrechter: Stavros Hatzopoulos (GRE) |

|                                                                   |                                                                             |       |             | |
| 11 juni Balkan Cup 1933 № 62 «onderlinge duels» 18:00 uur (UTC+3) | Roemenië                                                                    | 5 – 0 | Joegoslavië | Stadionul Oficiul Național de Educație Fizică, Boekarest Toeschouwers: 28.000 Scheidsrechter: Nikola Dosev (BUL) |
| 11 juni Balkan Cup 1933 № 62 «onderlinge duels» 18:00 uur (UTC+3) | Silviu Bindea 7' Gheorghe Ciolac 10' Iuliu Bodola 13', 35' Ştefan Dobay 42' |       |             | Stadionul Oficiul Național de Educație Fizică, Boekarest Toeschouwers: 28.000 Scheidsrechter: Nikola Dosev (BUL) |

|                                                                        |                                        |       |                   | |
| 6 augustus Vriendschappelijk № 63 «onderlinge duels» 17:30 uur (UTC+1) | Joegoslavië                            | 2 – 1 | Tsjecho-Slowakije | Stadion Concordije na Tratinskoj cesti, Zagreb Toeschouwers: 3.000 Scheidsrechter: Alois Beranek (AUT) |
| 6 augustus Vriendschappelijk № 63 «onderlinge duels» 17:30 uur (UTC+1) | Vladimir Kragić 71' Slavko Kodrnja 77' |       | 54' Géza Kocsis   | Stadion Concordije na Tratinskoj cesti, Zagreb Toeschouwers: 3.000 Scheidsrechter: Alois Beranek (AUT) |

|                                                                          |                                                              |       |                                                    |                                                                                             |
| 10 september Vriendschappelijk № 64 «onderlinge duels» 16:00 uur (UTC+1) | Polen                                                        | 4 – 3 | Joegoslavië                                        | Wojska Polskiegostadion, Warschau Toeschouwers: 8.000 Scheidsrechter: Bohumil Ženišek (TCH) |
| 10 september Vriendschappelijk № 64 «onderlinge duels» 16:00 uur (UTC+1) | Józef Nawrot 10', 46' Edmund Majowski 76' Władysław Król 88' |       | 29', 41' Đorđe Vujadinović 89' Aleksandar Tirnanić | Wojska Polskiegostadion, Warschau Toeschouwers: 8.000 Scheidsrechter: Bohumil Ženišek (TCH) |

|                                                                             |                                            |       |                                         |                                                                                |
| 24 september WK 1934 kwalificatie № 65 «onderlinge duels» 15:30 uur (UTC+1) | Joegoslavië                                | 2 – 2 | Zwitserland                             | Stadion BSK, Belgrado Toeschouwers: 17.000 Scheidsrechter: Alois Beranek (AUT) |
| 24 september WK 1934 kwalificatie № 65 «onderlinge duels» 15:30 uur (UTC+1) | Vladimir Kragić 50' Blagoje Marjanović 61' |       | 76' Alessandro Frigerio 80' Willy Jäggi | Stadion BSK, Belgrado Toeschouwers: 17.000 Scheidsrechter: Alois Beranek (AUT) |

### 1934
|                                                    |                       |       |                            |                                                                             |
| 18 maart Vriendschappelijk № 66 «onderlinge duels» | Bulgarije             | 1 – 2 | Joegoslavië                | Athletic Park, Sofia Toeschouwers: 6.500 Scheidsrechter: Nikola Dosev (BUL) |
| 18 maart Vriendschappelijk № 66 «onderlinge duels» | Ljoebomir Angelov 66' |       | 8', 30' Blagoje Marjanović | Athletic Park, Sofia Toeschouwers: 6.500 Scheidsrechter: Nikola Dosev (BUL) |

|                                                                     |                                                    |       |                                                  |                                                                              |
| 1 april Vriendschappelijk № 67 «onderlinge duels» 16:00 uur (UTC+1) | Joegoslavië                                        | 2 – 3 | Bulgarije                                        | Stadion BSK, Belgrado Toeschouwers: 8.000 Scheidsrechter: Mika Popović (YUG) |
| 1 april Vriendschappelijk № 67 «onderlinge duels» 16:00 uur (UTC+1) | Vladimir Kragić 75' Aleksandar Živković 75' (pen.) |       | 63' Ljoebomir Angelov 82', 86' Dimitar Baykushev | Stadion BSK, Belgrado Toeschouwers: 8.000 Scheidsrechter: Mika Popović (YUG) |

|                                                                         |                                         |       |                     | |
| 29 april WK 1934 kwalificatie № 68 «onderlinge duels» 17:00 uur (UTC+3) | Roemenië                                | 2 – 1 | Joegoslavië         | Stadionul Oficiul Național de Educație Fizică, Boekarest Toeschouwers: 20.000 Scheidsrechter: John Langenus (BEL) |
| 29 april WK 1934 kwalificatie № 68 «onderlinge duels» 17:00 uur (UTC+3) | Alexandru Schwartz 38' Ştefan Dobay 74' |       | 71' Vladimir Kragić | Stadionul Oficiul Național de Educație Fizică, Boekarest Toeschouwers: 20.000 Scheidsrechter: John Langenus (BEL) |

|                                                                    | |       |                                                              |                                                                               |
| 3 juni Vriendschappelijk № 69 «onderlinge duels» 17:00 uur (UTC+1) | Joegoslavië | 8 – 4 | Brazilië                                                     | Stadion BSK, Belgrado Toeschouwers: 12.000 Scheidsrechter: Nikola Dosev (BUL) |
| 3 juni Vriendschappelijk № 69 «onderlinge duels» 17:00 uur (UTC+1) | Ivan Stevović 9' Svetislav Glišović 23' Blagoje Marjanović 50' Ivan Petrak 53' Svetislav Glišović 62' Blagoje Marjanović 76' Aleksandar Tirnanić 78' Blagoje Marjanović 80' |       | 8' Valdemar De Brito 8' Leônidas 35' Leônidas 48' Armandinho | Stadion BSK, Belgrado Toeschouwers: 12.000 Scheidsrechter: Nikola Dosev (BUL) |

|                                                                         |                                                                         |       |                       |                                                                                |
| 26 augustus Vriendschappelijk № 70 «onderlinge duels» 16:30 uur (UTC+1) | Joegoslavië                                                             | 4 – 1 | Polen                 | Stadion BSK, Belgrado Toeschouwers: 12.000 Scheidsrechter: Denis Xifando (ROU) |
| 26 augustus Vriendschappelijk № 70 «onderlinge duels» 16:30 uur (UTC+1) | Branislav Sekulić 24', 42' Branislav Sekulić 51' Blagoje Marjanović 78' |       | 54' Ernest Wilimowski | Stadion BSK, Belgrado Toeschouwers: 12.000 Scheidsrechter: Denis Xifando (ROU) |

|                                                                         |                                                          |       |                       |                                                                                   |
| 2 september Vriendschappelijk № 71 «onderlinge duels» 16:30 uur (UTC+1) | Tsjecho-Slowakije                                        | 3 – 1 | Joegoslavië           | Stadion Slavii, Praag Toeschouwers: 15.000 Scheidsrechter: Mihály Iváncsics (HUN) |
| 2 september Vriendschappelijk № 71 «onderlinge duels» 16:30 uur (UTC+1) | František Junek 13' Oldřich Nejedlý 15' Jiří Sobotka 18' |       | 62' Branislav Sekulić | Stadion Slavii, Praag Toeschouwers: 15.000 Scheidsrechter: Mihály Iváncsics (HUN) |

|                                                                       |                                                      |       |                                              |                                                                                 |
| 16 december Vriendschappelijk № 72 «onderlinge duels» 14:15 uur (UTC) | Frankrijk                                            | 3 – 2 | Joegoslavië                                  | Parc des Princes, Parijs Toeschouwers: 37.000 Scheidsrechter: Louis Baert (BEL) |
| 16 december Vriendschappelijk № 72 «onderlinge duels» 14:15 uur (UTC) | Jean Nicolas 12' Jean Nicolas 86' Roger Courtois 88' |       | 44' Blagoje Marjanović 84' Đorđe Vujadinović | Parc des Princes, Parijs Toeschouwers: 37.000 Scheidsrechter: Louis Baert (BEL) |

|                                                                          |                                               |       |                       |                                                                                                |
| 23 december Balkan Cup 1934/35 № 73 «onderlinge duels» 15:00 uur (UTC+2) | Griekenland                                   | 2 – 1 | Joegoslavië           | Leoforos Alexandrasstadion, Athene Toeschouwers: 18.000 Scheidsrechter: Costel Radulescu (YUG) |
| 23 december Balkan Cup 1934/35 № 73 «onderlinge duels» 15:00 uur (UTC+2) | Giannis Vazos 38' Leonidas Andrianopoulos 67' |       | 12' Branislav Sekulić | Leoforos Alexandrasstadion, Athene Toeschouwers: 18.000 Scheidsrechter: Costel Radulescu (YUG) |

|                                                                          |                                          |       |                                                                           |                                                                                                   |
| 25 december Balkan Cup 1934/35 № 74 «onderlinge duels» 15:00 uur (UTC+2) | Bulgarije                                | 3 – 4 | Joegoslavië                                                               | Leoforos Alexandrasstadion, Athene Toeschouwers: 6.000 Scheidsrechter: Sotiris Asprogerakas (GRE) |
| 25 december Balkan Cup 1934/35 № 74 «onderlinge duels» 15:00 uur (UTC+2) | Asen Peshev 1', 78' Vladimir Todorov 23' |       | 3' Branislav Sekulić 7' Aleksandar Tomašević 28', 48' Aleksandar Tirnanić | Leoforos Alexandrasstadion, Athene Toeschouwers: 6.000 Scheidsrechter: Sotiris Asprogerakas (GRE) |

### 1935
|                                                                        |          |                                                                              |             |                                                                                                   |
| 1 januari Balkan Cup 1934/35 № 75 «onderlinge duels» 15:15 uur (UTC+2) | Roemenië | 0 – 4                                                                        | Joegoslavië | Leoforos Alexandrasstadion, Athene Toeschouwers: 25.000 Scheidsrechter: Stavros Hatzopoulos (GRE) |
| 1 januari Balkan Cup 1934/35 № 75 «onderlinge duels» 15:15 uur (UTC+2) |          | 10' Aleksandar Tirnanić 34' Blagoje Marjanović 67', 83' Aleksandar Tomašević |             | Leoforos Alexandrasstadion, Athene Toeschouwers: 25.000 Scheidsrechter: Stavros Hatzopoulos (GRE) |

|                                                                   |          |                                              |             |                                                                                     |
| 17 juni Balkan Cup 1935 № 76 «onderlinge duels» 19:00 uur (UTC+2) | Roemenië | 0 – 2                                        | Joegoslavië | Joenakstadion, Sofia Toeschouwers: 10.000 Scheidsrechter: Stavros Hatzopoulos (GRE) |
| 17 juni Balkan Cup 1935 № 76 «onderlinge duels» 19:00 uur (UTC+2) |          | 33' Blagoje Marjanović 56' Branislav Sekulić |             | Joenakstadion, Sofia Toeschouwers: 10.000 Scheidsrechter: Stavros Hatzopoulos (GRE) |

|                                                                   |                     |       | |                                                                             |
| 21 juni Balkan Cup 1935 № 77 «onderlinge duels» 17:30 uur (UTC+2) | Griekenland         | 1 – 6 | Joegoslavië                                                                                           | Joenakstadion, Sofia Toeschouwers: 5.000 Scheidsrechter: Nikola Dosev (BUL) |
| 21 juni Balkan Cup 1935 № 77 «onderlinge duels» 17:30 uur (UTC+2) | Mitsos Baltasis 44' |       | 31', 70' Aleksandar Živković 33' Blagoje Marjanović 49' Đorđe Vujadinović 81', 83' Svetislav Glišović | Joenakstadion, Sofia Toeschouwers: 5.000 Scheidsrechter: Nikola Dosev (BUL) |

|                                                 |                                 |       |                                                  |                                                                                     |
| 24 juni Balkan Cup 1935 № 78 «onderlinge duels» | Bulgarije                       | 3 – 3 | Joegoslavië                                      | Joenakstadion, Sofia Toeschouwers: 25.000 Scheidsrechter: Stavros Hatzopoulos (GRE) |
| 24 juni Balkan Cup 1935 № 78 «onderlinge duels» | Ljoebomir Angelov 25', 28', 66' |       | 2' Blagoje Marjanović 19', 75' Đorđe Vujadinović | Joenakstadion, Sofia Toeschouwers: 25.000 Scheidsrechter: Stavros Hatzopoulos (GRE) |

|                                                                         |                                      |       |                                                    |                                                                                   |
| 18 augustus Vriendschappelijk № 79 «onderlinge duels» 16:30 uur (UTC+1) | Polen                                | 2 – 3 | Joegoslavië                                        | Stadion Pogoni, Katowice Toeschouwers: 23.000 Scheidsrechter: Alfred Birlem (GER) |
| 18 augustus Vriendschappelijk № 79 «onderlinge duels» 16:30 uur (UTC+1) | Michał Matyas 24' Teodor Peterek 35' |       | 60', 61' Aleksandar Živković 81' Branislav Sekulić | Stadion Pogoni, Katowice Toeschouwers: 23.000 Scheidsrechter: Alfred Birlem (GER) |

|                                                                         |                   |       |             |                                                                               |
| 6 september Vriendschappelijk № 80 «onderlinge duels» 15:00 uur (UTC+1) | Tsjecho-Slowakije | 0 – 0 | Joegoslavië | Stadion BSK, Belgrado Toeschouwers: 15.000 Scheidsrechter: Peco Bauwens (GER) |
| 6 september Vriendschappelijk № 80 «onderlinge duels» 15:00 uur (UTC+1) |                   |       |             | Stadion BSK, Belgrado Toeschouwers: 15.000 Scheidsrechter: Peco Bauwens (GER) |

### 1936
|                                                                                             |                            |       |                                                | |
| 10 mei Vriendschappelijk Koning Carol II Cup 1936 № 81 «onderlinge duels» 17:00 uur (UTC+3) | Roemenië                   | 3 – 2 | Joegoslavië                                    | Stadionul Oficiul Național de Educație Fizică, Boekarest Toeschouwers: 30.000 Scheidsrechter: John Langenus (BEL) |
| 10 mei Vriendschappelijk Koning Carol II Cup 1936 № 81 «onderlinge duels» 17:00 uur (UTC+3) | Iuliu Bodola 21', 46', 51' |       | 32' Đorđe Vujadinović 67' Aleksandar Tomašević | Stadionul Oficiul Național de Educație Fizică, Boekarest Toeschouwers: 30.000 Scheidsrechter: John Langenus (BEL) |

|                                                                     |                                                  |       |                                                                         |                                                                                 |
| 12 juli Vriendschappelijk № 82 «onderlinge duels» 17:45 uur (UTC+2) | Turkije                                          | 3 – 3 | Joegoslavië                                                             | Taksimstadion, Istanbul Toeschouwers: 8.000 Scheidsrechter: Árpád Kamarás (HUN) |
| 12 juli Vriendschappelijk № 82 «onderlinge duels» 17:45 uur (UTC+2) | Şeref Görkey 4' Niyazi Sel 42' Fikret Arıcan 82' |       | 15' Blagoje Marjanović 35' Aleksandar Tomašević 76' Aleksandar Tirnanić | Taksimstadion, Istanbul Toeschouwers: 8.000 Scheidsrechter: Árpád Kamarás (HUN) |

|                                                                         | |       |                                                  |                                                                               |
| 6 september Vriendschappelijk № 83 «onderlinge duels» 16:00 uur (UTC+1) | Joegoslavië                                                                                                | 9 – 3 | Polen                                            | Stadion BSK, Belgrado Toeschouwers: 10.000 Scheidsrechter: Gustav Krist (TCH) |
| 6 september Vriendschappelijk № 83 «onderlinge duels» 16:00 uur (UTC+1) | Blagoje Marjanović 3', 19', 44', 75' Nikola Perlić 11', 61' Vojin Božović 35', 67' Aleksandar Tirnanić 85' |       | 53' (pen.), 78' Teodor Peterek 80' Gerard Wodarz | Stadion BSK, Belgrado Toeschouwers: 10.000 Scheidsrechter: Gustav Krist (TCH) |

|                                                                       |                  |       |             |                                                                                        |
| 13 december Vriendschappelijk № 84 «onderlinge duels» 14:30 uur (UTC) | Frankrijk        | 1 – 0 | Joegoslavië | Parc des Princes, Parijs Toeschouwers: 32.903 Scheidsrechter: Rinaldo Barlassina (ITA) |
| 13 december Vriendschappelijk № 84 «onderlinge duels» 14:30 uur (UTC) | Fritz Keller 19' |       |             | Parc des Princes, Parijs Toeschouwers: 32.903 Scheidsrechter: Rinaldo Barlassina (ITA) |

### 1937
|                                                                   |                 |       |                   |                                                                                                  |
| 9 mei Vriendschappelijk № 85 «onderlinge duels» 17:00 uur (UTC+1) | Hongarije       | 1 – 1 | Joegoslavië       | Hungária Körúti Stadion, Boedapest Toeschouwers: 16.000 Scheidsrechter: Rinaldo Barlassina (ITA) |
| 9 mei Vriendschappelijk № 85 «onderlinge duels» 17:00 uur (UTC+1) | László Cseh 60' |       | 42' August Lešnik | Hungária Körúti Stadion, Boedapest Toeschouwers: 16.000 Scheidsrechter: Rinaldo Barlassina (ITA) |

|                                                                    |                   |       |                  |                                                                                     |
| 6 juni Vriendschappelijk № 86 «onderlinge duels» 17:00 uur (UTC+1) | Joegoslavië       | 1 – 1 | België           | Stadion BSK, Belgrado Toeschouwers: 15.000 Scheidsrechter: Rinaldo Barlassina (ITA) |
| 6 juni Vriendschappelijk № 86 «onderlinge duels» 17:00 uur (UTC+1) | August Lešnik 34' |       | 52' Jean Capelle | Stadion BSK, Belgrado Toeschouwers: 15.000 Scheidsrechter: Rinaldo Barlassina (ITA) |

|                                                                        |                                                     |       |                   |                                                                                      |
| 1 augustus Vriendschappelijk № 87 «onderlinge duels» 17:00 uur (UTC+1) | Joegoslavië                                         | 3 – 1 | Turkije           | Stadion Avala, Belgrado Toeschouwers: 8.000 Scheidsrechter: Rinaldo Barlassina (ITA) |
| 1 augustus Vriendschappelijk № 87 «onderlinge duels» 17:00 uur (UTC+1) | Branko Pleše 4' August Lešnik 55' Vojin Božović 79' |       | 63' Rasih Minkari | Stadion Avala, Belgrado Toeschouwers: 8.000 Scheidsrechter: Rinaldo Barlassina (ITA) |

|                                                                                                  |                                         |       |                   |                                                                               |
| 6 september Vriendschappelijk Koning Carol II Cup 1936 № 88 «onderlinge duels» 17:00 uur (UTC+1) | Joegoslavië                             | 2 – 1 | Roemenië          | Stadion BSK, Belgrado Toeschouwers: 12.000 Scheidsrechter: Gustav Krist (TCH) |
| 6 september Vriendschappelijk Koning Carol II Cup 1936 № 88 «onderlinge duels» 17:00 uur (UTC+1) | Đorđe Vujadinović 20' August Lešnik 28' |       | 62' Iuliu Baratki | Stadion BSK, Belgrado Toeschouwers: 12.000 Scheidsrechter: Gustav Krist (TCH) |

|                                                                                         |                                                                    |       |                                                                                           |                                                                                  |
| 3 oktober Vriendschappelijk Eduard Benes' Cup № 89 «onderlinge duels» 15:15 uur (UTC+1) | Tsjecho-Slowakije                                                  | 5 – 4 | Joegoslavië                                                                               | Letenský Stadion, Praag Toeschouwers: 22.000 Scheidsrechter: Alfred Birlem (GER) |
| 3 oktober Vriendschappelijk Eduard Benes' Cup № 89 «onderlinge duels» 15:15 uur (UTC+1) | Oldřich Rulc 5' Jan Říha 26' Karel Senecký 43' Oldřich Nejedlý 48' |       | 18', 50' Branko Pleše 60' Svetislav Valjarević 71' (e.d.) Jaroslav Burgr 79' Jiří Sobotka | Letenský Stadion, Praag Toeschouwers: 22.000 Scheidsrechter: Alfred Birlem (GER) |

|                                                                           |                                                               |       |             |                                                                                             |
| 10 oktober WK 1938 kwalificatie № 90 «onderlinge duels» 12:00 uur (UTC+1) | Polen                                                         | 4 – 0 | Joegoslavië | Wojska Polskiegostadion, Warschau Toeschouwers: 20.000 Scheidsrechter: Lucien Leclerq (FRA) |
| 10 oktober WK 1938 kwalificatie № 90 «onderlinge duels» 12:00 uur (UTC+1) | Leonard Piątek 2', 57' Jerzy Wostal 57' Ernest Wilimowski 74' |       |             | Wojska Polskiegostadion, Warschau Toeschouwers: 20.000 Scheidsrechter: Lucien Leclerq (FRA) |

### 1938
|                                                                        |                        |       |       |                                                                                     |
| 3 april WK 1938 kwalificatie № 91 «onderlinge duels» 15:30 uur (UTC+1) | Joegoslavië            | 1 – 0 | Polen | Stadion BSK, Belgrado Toeschouwers: 25.000 Scheidsrechter: Rinaldo Barlassina (ITA) |
| 3 april WK 1938 kwalificatie № 91 «onderlinge duels» 15:30 uur (UTC+1) | Blagoje Marjanović 65' |       |       | Stadion BSK, Belgrado Toeschouwers: 25.000 Scheidsrechter: Rinaldo Barlassina (ITA) |

|                                                                                               |          |                   |             | |
| 8 mei Vriendschappelijk Eduard Benes' Cup 1937–1938 № 92 «onderlinge duels» 17:00 uur (UTC+3) | Roemenië | 0 – 1             | Joegoslavië | Stadionul Oficiul Național de Educație Fizică, Boekarest Toeschouwers: 35.000 Scheidsrechter: Pál Hertzka (HUN) |
| 8 mei Vriendschappelijk Eduard Benes' Cup 1937–1938 № 92 «onderlinge duels» 17:00 uur (UTC+3) |          | 25' Frane Matošić |             | Stadionul Oficiul Național de Educație Fizică, Boekarest Toeschouwers: 35.000 Scheidsrechter: Pál Hertzka (HUN) |

|                                                                    |                                                                                   |       |             |                                                                                       |
| 22 mei Vriendschappelijk № 93 «onderlinge duels» 16:30 uur (UTC+1) | Italië                                                                            | 4 – 0 | Joegoslavië | Stadio Luigi Ferraris, Genua Toeschouwers: 25.000 Scheidsrechter: Alfred Birlem (GER) |
| 22 mei Vriendschappelijk № 93 «onderlinge duels» 16:30 uur (UTC+1) | Gino Colaussi 6' Silvio Piola 12' Giuseppe Meazza 62' (pen.) Giovanni Ferrari 84' |       |             | Stadio Luigi Ferraris, Genua Toeschouwers: 25.000 Scheidsrechter: Alfred Birlem (GER) |

|                                                                    |                                          |       |                                           |                                                                              |
| 29 mei Vriendschappelijk № 94 «onderlinge duels» 15:00 uur (UTC+1) | België                                   | 2 – 2 | Joegoslavië                               | Jubelstadion, Brussel Toeschouwers: 12.076 Scheidsrechter: Ivan Eklind (SWE) |
| 29 mei Vriendschappelijk № 94 «onderlinge duels» 15:00 uur (UTC+1) | Jean Capelle 4' Chali Van Den Wouwer 67' |       | 26' Aleksandar Petrović 77' Frane Matošić | Jubelstadion, Brussel Toeschouwers: 12.076 Scheidsrechter: Ivan Eklind (SWE) |

|                                                                                           |                  |       |                                                      | |
| 28 augustus Vriendschappelijk Eduard Benes' Cup № 95 «onderlinge duels» 16:00 uur (UTC+1) | Joegoslavië      | 1 – 3 | Tsjecho-Slowakije                                    | Stadion Concordije na Tratinskoj cesti, Zagreb Toeschouwers: 7.000 Scheidsrechter: Hans Wüthrich (SUI) |
| 28 augustus Vriendschappelijk Eduard Benes' Cup № 95 «onderlinge duels» 16:00 uur (UTC+1) | Vilmos Sipos 56' |       | 19' Vojtěch Bradáč 41' Josef Bican 69' Karel Senecký | Stadion Concordije na Tratinskoj cesti, Zagreb Toeschouwers: 7.000 Scheidsrechter: Hans Wüthrich (SUI) |

| |                         |       |                   |                                                                              |
| 6 september Vriendschappelijk Eduard Benes' Cup 1937–1938 № 96 «onderlinge duels» 16:00 uur (UTC+1) | Joegoslavië             | 1 – 1 | Roemenië          | Stadion BSK, Belgrado Toeschouwers: 8.000 Scheidsrechter: Peco Bauwens (GER) |
| 6 september Vriendschappelijk Eduard Benes' Cup 1937–1938 № 96 «onderlinge duels» 16:00 uur (UTC+1) | Aleksandar Petrović 41' |       | 67' Silviu Bindea | Stadion BSK, Belgrado Toeschouwers: 8.000 Scheidsrechter: Peco Bauwens (GER) |

|                                                                                                   |                                                                |       |                                                                   |                                                                                          |
| 25 september Vriendschappelijk Koning Piotr II Cup 1938 № 97 «onderlinge duels» 15:30 uur (UTC+1) | Polen                                                          | 4 – 4 | Joegoslavië                                                       | Wojska Polskiegostadion, Warschau Toeschouwers: 20.000 Scheidsrechter: Ivan Eklind (SWE) |
| 25 september Vriendschappelijk Koning Piotr II Cup 1938 № 97 «onderlinge duels» 15:30 uur (UTC+1) | Józef Korbas 28' Ernest Wilimowski 36', 84' Leonard Piątek 58' |       | 44', 62' Josip Velker 51' (pen.) Mirko Kokotović 70' Franjo Wölfl | Wojska Polskiegostadion, Warschau Toeschouwers: 20.000 Scheidsrechter: Ivan Eklind (SWE) |

### 1939
|                                                                         |                                                 |       |                                               |                                                                                      |
| 26 februari Vriendschappelijk № 98 «onderlinge duels» 15:00 uur (UTC+1) | Duitsland                                       | 3 – 2 | Joegoslavië                                   | Olympiastadion, Berlijn Toeschouwers: 65.000 Scheidsrechter: Andrzej Rutkowski (POL) |
| 26 februari Vriendschappelijk № 98 «onderlinge duels» 15:00 uur (UTC+1) | Adolf Urban 36' Paul Janes 57' Hans Biallas 71' |       | 27' Aleksandar Petrović 38' (e.d.) Hans Klodt | Olympiastadion, Berlijn Toeschouwers: 65.000 Scheidsrechter: Andrzej Rutkowski (POL) |

|                                                                                            |                  |       |             | |
| 7 mei Vriendschappelijk Koning Carol II Cup 1936 № 99 «onderlinge duels» 17:00 uur (UTC+3) | Roemenië         | 1 – 0 | Joegoslavië | Stadionul Oficiul Național de Educație Fizică, Boekarest Toeschouwers: 25.000 Scheidsrechter: Giuseppe Scarpi (ITA) |
| 7 mei Vriendschappelijk Koning Carol II Cup 1936 № 99 «onderlinge duels» 17:00 uur (UTC+3) | Ştefan Dobay 89' |       |             | Stadionul Oficiul Național de Educație Fizică, Boekarest Toeschouwers: 25.000 Scheidsrechter: Giuseppe Scarpi (ITA) |

|                                                                     |                                          |       |                  |                                                                                     |
| 18 mei Vriendschappelijk № 100 «onderlinge duels» 17:00 uur (UTC+1) | Joegoslavië                              | 2 – 1 | Engeland         | Stadion BSK, Belgrado Toeschouwers: 30.000 Scheidsrechter: Georges Capdeville (FRA) |
| 18 mei Vriendschappelijk № 100 «onderlinge duels» 17:00 uur (UTC+1) | Svetislav Glišović 15' Nikola Perlić 62' |       | 49' Frank Broome | Stadion BSK, Belgrado Toeschouwers: 30.000 Scheidsrechter: Georges Capdeville (FRA) |

|                                                                     |                         |       |                                    |                                                                                |
| 4 juni Vriendschappelijk № 101 «onderlinge duels» 17:00 uur (UTC+1) | Joegoslavië             | 1 – 2 | Italië                             | Stadion BSK, Belgrado Toeschouwers: 35.000 Scheidsrechter: John Langenus (BEL) |
| 4 juni Vriendschappelijk № 101 «onderlinge duels» 17:00 uur (UTC+1) | Aleksandar Petrović 65' |       | 35' Silvio Piola 61' Gino Colaussi | Stadion BSK, Belgrado Toeschouwers: 35.000 Scheidsrechter: John Langenus (BEL) |

|                                                                         |                      |       |                                                 |                                                                                       |
| 15 oktober Vriendschappelijk № 102 «onderlinge duels» 15:00 uur (UTC+1) | Joegoslavië          | 1 – 5 | Duitsland                                       | Tratinska cesta, Zagreb Toeschouwers: 18.000 Scheidsrechter: Rinaldo Barlassina (ITA) |
| 15 oktober Vriendschappelijk № 102 «onderlinge duels» 15:00 uur (UTC+1) | Milan Antolković 87' |       | 9', 66', 72' Helmut Schön 63', 78' Fritz Szepan | Tratinska cesta, Zagreb Toeschouwers: 18.000 Scheidsrechter: Rinaldo Barlassina (ITA) |

|                                                                          |             |                                   |           |                                                                                |
| 12 november Vriendschappelijk № 103 «onderlinge duels» 14:00 uur (UTC+1) | Joegoslavië | 0 – 2                             | Hongarije | Stadion BSK, Belgrado Toeschouwers: 18.000 Scheidsrechter: Hans Wüthrich (SUI) |
| 12 november Vriendschappelijk № 103 «onderlinge duels» 14:00 uur (UTC+1) |             | 28' György Sárosi 72' Mátyás Tóth |           | Stadion BSK, Belgrado Toeschouwers: 18.000 Scheidsrechter: Hans Wüthrich (SUI) |

België · Bulgarije · Denemarken · Duitsland · Engeland · Estland · Finland · Frankrijk · Griekenland · Hongarije · Ierland · Israël · Italië · Joegoslavië · Letland · Litouwen · Luxemburg · Nederland · Noord-Ierland · Noorwegen · Oostenrijk · Polen · Portugal · Roemenië · Schotland · Spanje · Tsjecho-Slowakije · Turkije · Wales · Zweden · Zwitserland
FSJ · A-internationals · Bondscoaches · Selecties · Joegoslavisch vrouwenelftal · Joegoslavië U21 · Joegoslavië U19 · Joegoslavië U18 · Joegoslavië U17 · Joegoslavië U16
1920 – 1929 ·
1930 – 1939 ·
1940 – 1949 ·
1950 – 1959 ·
1960 – 1969 ·
1970 – 1979 ·
1980 – 1989 ·
1990 – 1999 ·
2000 – 2002
EK 1960 · 
EK 1968 · 
EK 1976 · 
EK 1984 · 
EK 2000
WK 1930 · 
WK 1950 · 
WK 1954 · 
WK 1958 · 
WK 1962 · 
WK 1974 · 
WK 1982 · 
WK 1990 · 
WK 1998 · 
OS 1920 · 
OS 1924 · 
OS 1928 · 
OS 1948 · 
OS 1952 · 
OS 1956 · 
OS 1960 · 
OS 1980 · 
OS 1984 · 
OS 1988
1920 · 
1921 · 
1922 · 
1923 · 
1924 · 
1925 · 
1926 · 
1927 · 
1928 · 
1929 · 
1930 · 
1931 · 
1932 · 
1933 · 
1934 · 
1935 · 
1936 · 
1937 · 
1938 · 
1939 · 
1940 · 
1941 · 
1942 · 1943 · 1944 · 1945 · 
1946 · 
1947 · 
1948 · 
1949 · 
1950 · 
1952 · 
1952 · 
1953 · 
1954 · 
1955 · 
1956 · 
1957 · 
1958 · 
1959 · 
1960 · 
1961 · 
1962 · 
1963 · 
1964 · 
1965 · 
1966 · 
1967 · 
1968 · 
1969 · 
1970 · 
1971 · 
1972 · 
1973 · 
1974 · 
1975 · 
1976 · 
1977 · 
1978 · 
1979 · 
1980 · 
1981 · 
1982 · 
1983 · 
1984 · 
1985 · 
1986 · 
1987 · 
1988 · 
1989 · 
1990 · 
1991 · 
1992 · 
1993 · 
1994 · 
1995 · 
1996 · 
1997 · 
1998 · 
1999 · 
2000 · 
2001 · 
2002 · 
Albanië ·
Algerije ·
Argentinië ·
Bangladesh ·
België ·
Bolivia ·
Bosnië en Herzegovina · 
Brazilië ·
Bulgarije ·
Canada ·
Chili ·
China ·
Colombia ·
Congo-Kinshasa ·
Costa Rica ·
Cyprus ·
Denemarken ·
DDR ·
Duitsland ·
Ecuador ·
Egypte ·
El Salvador · 
Engeland ·
Ethiopië ·
Faeröer ·
Finland ·
Frankrijk ·
Ghana · 
Griekenland ·
Honduras ·
Hongarije ·
Hongkong ·
Ierland ·
Indonesië ·
Iran ·
Israël ·
Italië ·
Japan ·
Kroatië ·
Luxemburg ·
Malta ·
Marokko ·
Mexico ·
Nederland ·
Nigeria ·
Noord-Ierland ·
Noord-Macedonië ·
Noorwegen ·
Oekraïne ·
Oostenrijk ·
Paraguay ·
Peru · 
Polen ·
Portugal ·
Roemenië ·
Rusland ·
Saarland ·
Schotland ·
Slovenië ·
Slowakije ·
Sovjet-Unie ·
Spanje ·
Tsjechië ·
Tsjecho-Slowakije ·
Tunesië ·
Turkije ·
Uruguay ·
Venezuela ·
Verenigde Arabische Emiraten ·
Verenigde Staten ·
Wales ·
Zuid-Korea ·
Zweden ·
Zwitserland